# ハイワット

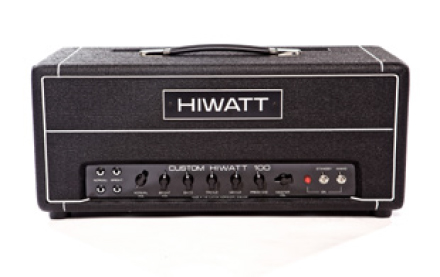
DR103

ハイワット（Hiwatt）はイギリスのエレクトリックギター、エレクトリックベース用アンプの製造会社。マーシャルやヴォックスと共に、“ブリティッシュ”ギターアンプサウンドのイメージを形成した。
また、コンパクトエフェクターもいくつか作っている。

## サウンド・シティの財産
ハイワット・ブランドは、ザ・フーのピート・タウンゼントとジョン・エントウィッスルの要求に応えるために造られた。タウンゼントはサウンド・シティアンプを1967年から、エントウィッスルはそれ以前から使用しており、1968年の後半、彼らの機器に対する小規模な改良を求めた。この要求は拒否されたが、サウンド・シティの元製造者であったデイヴ・リーヴス （Dave Reeves）はその要求に同意し、ハイライト・エレクトロニクスの名でカスタム版サウンド・シティL100アンプを製造。このモデルはハイワットDR103と名付けられ、1970年にCP103「スーパー・フー100」モデルへと改良される。タウンゼントは10年以上、ほぼこのモデルのみを使用した。1973年にはDR103Wへと更新され、タウンゼントは現在もこのモデルを使用している。

## ハイワットの著名なユーザー
- キース・エマーソン（エマーソン・レイク・アンド・パーマー）
- ロバート・フリップ（キング・クリムゾン）
- スティーヴ・ハケット（ジェネシス）
- デヴィッド・ギルモア（ピンク・フロイド）
- ジェフ・ワトソン (ギタリスト)　(ナイト・レンジャー)
- トミー・ボーリン（ディープ・パープル）
- ジョン・エントウィッスル（ザ・フー）
- ピーター・フック（ジョイ・ディヴィジョン/ニュー・オーダー）
- トレヴァー・ホーン（バグルス/イエス/アート・オブ・ノイズ）
- マニー・チャールトン（ナザレス）
- アレックス・ライフソン（ラッシュ）
- hide（X JAPAN/hide with Spread Beaver/zilch）
- ジミー・ペイジ（レッド・ツェッペリン）
- トム・ピーターソン（チープ・トリック）
- ニール・ショーン（ジャーニー）
- ピート・タウンゼント（ザ・フー）
- ロバート・トゥルージロ（スイサイダル・テンデンシーズ/インフェクシャス・グルーヴス/メタリカ）
- エディ・ヴェダー（パール・ジャム）
- ジョー・ウォルシュ（イーグルス）
- ロビン・ザンダー（チープ・トリック）
- 竹中尚人/チャー(Char)（JOHNNY, LOUIS & CHAR/PINK CLOUD）
- 中内 正之（セカイイチ）
- 本田毅（PERSONZ/氷室京介/その他）
- 斉藤康之 (REACTION)
- シノダ(ヒトリエ)

### ハイワット以前のサウンド・シティの著名なユーザー
- ジャック・ブルース（クリーム）
- エリック・クラプトン（クリーム）
- ジョン・エントウィッスル（ザ・フー）
- ジミ・ヘンドリックス
- デヴィッド・ギルモア（ピンク・フロイド）
- ジミー・ペイジ（レッド・ツェッペリン）
- ノエル・レディング（ジミ・ヘンドリックス・エクスペリエンス）
- ピート・タウンゼント（ザ・フー）